# Municipio de Grand Meadow (condado de Cherokee)
El municipio de Grand Meadow (en inglés: Grand Meadow Township) es un municipio ubicado en el condado de Cherokee en el estado estadounidense de Iowa. En el año 2010 tenía una población de 207 habitantes y una densidad poblacional de 2,2 personas por km².

## Geografía
El municipio de Grand Meadow se encuentra ubicado en las coordenadas 42°36′28″N 95°48′38″O / 42.60778, -95.81056. Según la Oficina del Censo de los Estados Unidos, el municipio tiene una superficie total de 94.29 km², de la cual 94,22 km² corresponden a tierra firme y (0,08 %) 0,07 km² es agua.

## Demografía
Según el censo de 2010, había 207 personas residiendo en el municipio de Grand Meadow. La densidad de población era de 2,2 hab./km². De los 207 habitantes, el municipio de Grand Meadow estaba compuesto por el 97,58 % blancos, el 2,42 % eran de otras razas. Del total de la población el 2,42 % eran hispanos o latinos de cualquier raza.